# 1938年10月1日記念メダル

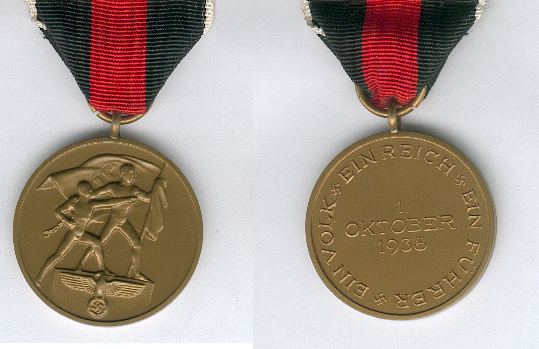
1938年10月1日記念メダル、表面（左）と裏面（右）

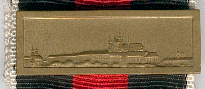
プラハ城が描かれた飾板

1938年10月1日記念メダル（Medaille zur Erinnerung an den 1. Oktober 1938）はナチス・ドイツの制定した記念章。チェコスロバキアからズデーテン地方を割譲させるのに成功したのを記念して制定された。飾板も制定され、こちらはチェコスロヴァキアの保護国化（ベーメン・メーレン保護領、独立スロバキア）に成功したのを記念して制定された。

## 概要
ズデーテンは第一次世界大戦後、チェコスロバキア領となっていたが、ドイツ系住民が大半を占めており、ドイツへの復帰を求める住民が圧倒的多数であった。そんな経緯もあってヒトラーもかねてより併合を狙っていた。ミュンヘン会談においてイギリス・フランスにズデーテンのドイツ領有を認めさせたことで1938年10月1日にチェコスロバキアはドイツにズデーテンを割譲せざるを得なくなった。ヒトラーはこれを記念して1938年10月18日にこのメダルを制定した。
ズデーテン併合に功績のあった者を対象に授与され、ズデーテンの住民の他、ズデーテン進駐に従軍したドイツ軍人、親衛隊員・警察官などにも授与された。
デザインは1938年3月13日記念メダルにほぼ同様であり、表面にはナチスの舞台に乗る二人の男性が描かれている。乗り掛けている男性の右手には壊れた鎖が付いている。この男性はズデーテン・ドイツ人を象徴しており、チェコスロヴァキアという呪縛から離れてドイツと一体となろうという姿が描かれている。裏面の中央にズデーテン併合の日である「1. Oktober 1938」（1938年10月1日）の日付けが入っている。そしてその周りを"Ein Volk, Ein Reich, Ein Führer" （一つの民族、一つの国家、一人の指導者）の文字が取り囲んでいる。
続いて1939年3月15日にチェコスロバキアの他の部分もベーメン・メーレン保護領、独立スロバキアとなり、ドイツ軍進駐を受けた。この際に従軍した者を対象として飾板が授与された。この飾板にはプラハ城が描かれている。
1939年12月1日まで叙勲が行われ、116万2617人の者がメダルを授与され、13万4563人の者が飾板を授与されている。

## 主な受章者
- ゲルト・フォン・ルントシュテット、陸軍元帥。
- エアハルト・ミルヒ、空軍元帥。
- ヴィルヘルム・カイテル、陸軍元帥。
- ハインリヒ・ヒムラー、親衛隊全国指導者。
- ラインハルト・ハイドリヒ、親衛隊大将。国家保安本部長官。
- ヨーゼフ・ディートリヒ、武装親衛隊上級大将
- クルト・ダリューゲ、武装親衛隊大将。
- カール・ヘルマン・フランク、親衛隊大将。ベーメン・メーレン保護領担当相。
- ヘルマン・フェーゲライン、武装親衛隊大将。